# Sara Haden

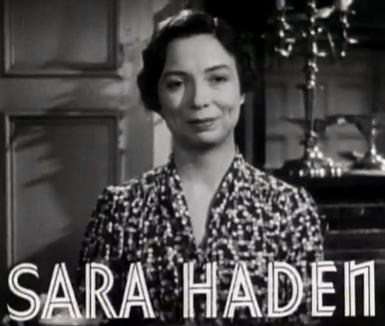
Haden en A Family Affair

Sara Haden (17 de noviembre de 1899 – 15 de septiembre de 1981) fue una actriz teatral, cinematográfica y televisiva de estadounidense.

## Biografía
Nacida en Galveston, Texas, sus padres eran el Dr. John Brannum Haden (1871-1910) y la actriz cinematográfica Charlotte Walker. Tras divorciarse sus padres, Haden y su hermana, Beatrice Shelton Haden (nacida en 1897), estudiaron en la Sacred Heart Academy de Galveston.
Haden actuó por vez primera en el teatro en los primeros años 1920. Su primer papel en el circuito de Broadway, en Nueva York, llegó en 1921 con Macbeth, de William Shakespeare, actuando junto a Walter Hampden. 
Debutó en el cine en 1934 (un año después de retirarse su madre) en la película de Katharine Hepburn Spitfire. Más adelante fue contratada por Metro-Goldwyn-Mayer, interpretando a finales de la década pequeños papeles en muchos de los filmes del estudio, destacando los de la serie de Andy Hardy, personaje interpretado por Mickey Rooney, encarnando a la tía Milly Forrest en catorce de dichas películas. 
Haden rodó su última película para la gran pantalla en 1958, aunque trabajó en la televisión hasta el año 1965, con una última actuación en Dr. Kildare. Entre sus personajes más destacados figura el que interpretó en el film de Shirley Temple Captain January (1936), y el de Miss Pipps en la comedia de Our Gang Come Back, Miss Pipps (1941).  
Ella estuvo casada con el actor Richard Abbott (1899-1986) desde 1921 a 1948. Sara Haden falleció en 1981 en Woodland Hills (Los Ángeles), California. Fue enterrada en el cementerio Old City, en Galveston.

## Teatro
- 1921 : Macbeth, de William Shakespeare, con Walter Hampden
- 1922 : Lawful Larceny, de Samuel Shipman, con Alan Dinehart y Lowell Sherman
- 1925 : Out of Step, de A.A. Kline, con Rose Hobart
- 1927-1928 : Trigger, de Lula Vollmer, escenografía de George Cukor, con Walter Connolly y Minor Watson
- 1928 : The Wrecker, de Arnold Ridley y Bernard Merivale
- 1928 : Girl Trouble, de Barry Conners, con Alan Dinehart
- 1929 : Hot Water, de Helena Dayton y Louise Bascom Baratt, con Lucille La Verne
- 1929 : First Mortgage, de Louis Weitzenkorn, con Walter Abel
- 1938 : The Hill Between, de Lula Vollmer, con Mildred Dunnock

## Selección de su filmografía

### Cine
- 1934 : Spitfire, de John Cromwell
- 1934 : Finishing School, de George Nichols, Jr. y Wanda Tuchock
- 1934 : The White Parade, de Irving Cummings
- 1934 : The Life of Vergie Winters, de Alfred Santell
- 1934 : The Fountain, de John Cromwell
- 1934 : Anne of Green Gables, de George Nichols, Jr.
- 1934 : Music in the Air, de Joe May
- 1934 : Affairs of a Gentleman, de Edwin L. Marin
- 1935 : Sublime obsesión, de John M. Stahl
- 1935 : Black Fury, de Michael Curtiz
- 1935 : O'Shaughnessy's Boy, de Richard Boleslawski
- 1935 : Mad Love, de Karl Freund
- 1936 : Poor Little Rich Girl, de Irving Cummings
- 1936 : Captain January, de David Butler
- 1937 : A Family Affair. de George B. Seitz
- 1937 : El último adiós a la señora Cheyney (The Last of Mrs. Cheyney), de Richard Boleslawski
- 1937 : First Lady, de Stanley Logan
- 1939 : The Secret of Dr. Kildare, de Harold S. Bucquet
- 1939 : Tell No Tales, de Leslie Fenton
- 1939 : Four Girls in White, de S. Sylvan Simon
- 1939 : Remember?, de Norman Z. McLeod
- 1940 : El bazar de las sorpresas, de Ernst Lubitsch
- 1940 : Boom Town, de Jack Conway
- 1940 : Andy Hardy meets Debutante, de George B. Seitz
- 1941 : Love Crazy, de Jack Conway
- 1941 : Life Begins For Andy Hardy, de George B. Seitz
- 1941 : H.M. Pulham, Esq., de King Vidor
- 1942 : Woman of the Year, de George Stevens
- 1942 : The Affairs of Martha, de Jules Dassin
- 1943 : Bajo sospecha, de Richard Thorpe
- 1943 : Lost Angel, de Roy Rowland
- 1943 : Best Foot Forward, de Edward Buzzell
- 1945 : Our Vines have Tender Grapes, de Roy Rowland
- 1946 : She-Wolf of London, de Jean Yarbrough
- 1946 : Mr. Ace, de Edwin L. Marin
- 1946 : Bad Bascomb, de S. Sylvan Simon
- 1946 : Love Laughs at Andy Hardy, de Willis Goldbeck
- 1947 : The Bishop's Wife, de Henry Koster
- 1948 : Rachel and the Stranger, de Norman Foster
- 1949 : The Big Cat, de Phil Karlson
- 1950 : The Great Rupert, de Irving Pichel
- 1950 : A Life of Her Own, de George Cukor
- 1953 : A Lion is in the Streets, de Raoul Walsh
- 1955 : Betrayed Women, de Edward L. Cahn
- 1958 : Andy Hardy comes Home, de Howard W. Koch

### Televisión
- 1959 : Perry Mason, temporada 2, episodio 17 The Case of the Romantic Rogue, de William D. Russell
- 1960 : Ruta 66, temporada 1, episodio 6 Ten Drops of Water
- 1962 : Bonanza, temporada 4, episodio 14 The Jury, de Christian Nyby
- 1965 : Mi marciano favorito, temporada 2, episodio 28 Once Upon a Martian Mother's Day, de James V. Kern
- 1965 : Doctor Kildare, temporada 5, episodio 3 Web of Hate, de John Brahm